# Alexandre Bourgoin
Pour les articles homonymes, voir Bourgoin.
Alexandre Bourgoin (1776-1819) est un calligraphe français.

## Biographie
Né à Paris en 1776, Bourgoin eut une double carrière. Il entreprit abord une carrière militaire, sortant sous-lieutenant de l'École de Saint-Cyr puis capitaine dans la gendarmerie de Garde Impériale, et démissionna de ses fonctions en 1809. Parallèlement, devenu maître d'écriture, il fut professeur d'écriture au Lycée impérial (autour de 1805), et professeur d'écriture au Collège des Sciences et des Arts. Il fut également vérificateur, et membre de l'Académie d'écriture. 
Pour Mediavilla, son style est plus remarquable pour sa vivacité et son inventivité que pour la qualité propre du tracé.

## Œuvres gravées

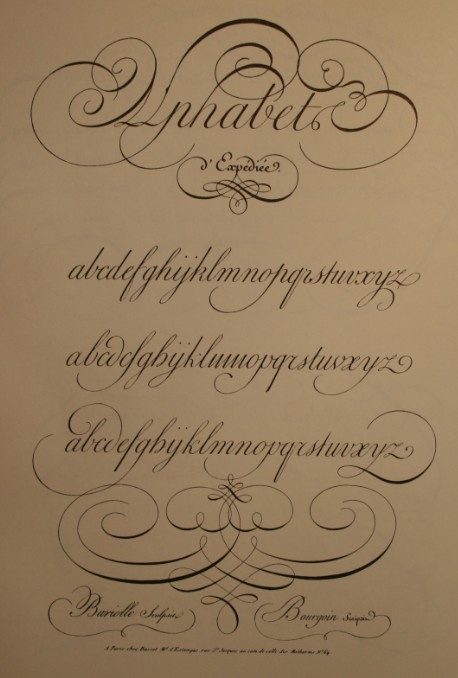
L'Expédiée par Bourgoin.

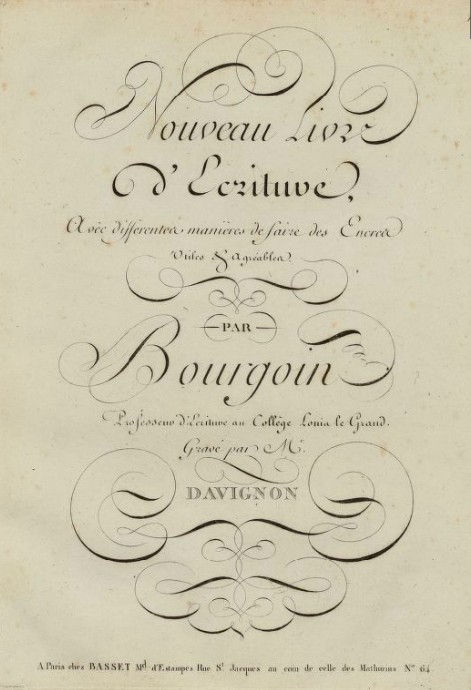
Page de titre du Nouveau livre d'écriture (Paris, 1810).

Il est l'auteur de plusieurs ouvrages de calligraphie qui eurent une grande influence sur le public et ses collègues. Parmi lesquels (par ordre alphabétique, la plupart n'étant pas datées) :
- 36 exemples d'écritures française et anglaise comparées. Paris : A. Emery, s.d. 2°, 36 p. grav. par J. D. Lalé. (Paris, Bibl. Forney).
- Calligraphie ou l'art de l'Écriture. Paris : Basset, [ca. 1802]. 2°, 20 pl. grav. par Beaublé. Bourgoin y est dit professeur au Prytanée de Paris. (Rouen INRP)
- Écritures anglaises d'après les meilleurs maîtres de Londres... Paris : Basset, [fin du XVIIIe siècle]. 2°, 20 f. gr. (La Rochelle BM).
- L'Écriture française et anglaise démontrée par Bourgoin. Paris : Alexandre Tessier, [ca. 1805], grav. D'Avignon. 2° obl., 12 pl. gr. Cat. Jammes n° 92.
- Les Écritures françaises et anglaises... Paris : A. Emery, s.d., grav. J.-D. Lalé. 4°, 24 f. (Paris BNF). Deux planches repr. dans Jessen 1936 pl. 178-179.
- Écritures française et anglaise ou poligraphie de la Jeunesse ; dédiées.. à Monseigneur le duc de Chartres. Paris : Noël et Dauty, [ca. 1810]. 2°, 30 pl. gr. Cat. Jammes n° 93.
- Écritures française et anglaise, ou Polygraphie des enfants et les éléments de la lecture et de l'écriture démontrés simultanément. - Paris : Noël, [vers 1823]. 2°, 30 pl. (Paris BNF)
- Éléments de l'écriture... Paris : Basset, [ca. 1810]. 2° oblong, 10 pl. gravées par Beaublé. Chicago NL : Wing MS fZW 739 .B 661
- Éléments des écritures françaises... - Paris, Noël, (s. d.). 2°. (Paris BNF).
- Expédiées bâtarde, anglaise coulée, à l'usage des Jeunes gens qui se destinent au commerce et à la banque. Par Bourgoin... Paris : Basset, [ca. 1805], grav. Bariolle. 2°, 15 pl. gr. Cat. Jammes n° 90.
- Graphotechnie ou l'Art de l'Écriture réduit en principes par Bourgoin... Paris : Basset [ca. 1805], grav. Beaublé. 2°, 20 pl. gr. Cat. Jammes n° 91.
- Leçons d'écriture, à l'usage des enfans des deux sexes. Paris : Basset, [c. 1800]. 2°, titre et 15 pl. gravées. Cat. Hutton n° 13.
- Nouveau livre d'écriture avec différentes manières de faire des encres utiles et agréables. Paris : Basset, [1810], gravé par Davignon. Strasbourg BNU : FSO 1025 (sur Gallica).
- Modèles de calligraphie, grav. par Dizambourg. Paris, c. 1820. Cat. Muller n° 22.
- Modèles d'écriture allemande d'après Joseph Spengler et J. W. Wessel, écrits par Alexandre Bourgoin... Paris : Basset, [ca. 1820]. 2°, 12 pl. gravées par D'Avignon. (Troyes BM, Rouen INRP).
- Principes d'écriture anglaise par Bourgoin. Paris : Basset, [1797], grav. Sophie Beaublé. 2° obl., 12 pl. gr. (Troyes BM : Ms. 3686). Cat. Jammes n° 89.
- Principes des écritures françaises ronde, batarde, coulée, démontrés par Alexandre Bourgoin. Paris : Basset, c. 1805. 2°, 28 f. contenant 30 planches. Morison 1962 n° 62 avec 3 pl. repr.
- Recueil de pièces d'écriture d'après Guillaume Montfort et Bourgoin. Paris, s.n., [c. 1800]. 2°, titre et 14 pl. gravées par Bariolle. Cat. Hutton n° 57/2.
- [Recueil d'écritures par Alexandre Bourgoin]. Paris : Basset, [fin du XVIIIe siècle]. 2°, pl. gravées. (Grenoble BM).
- Traité complet des écritures françaises et étrangères, par Bourgoin... et C.-F. Ermeler... Paris : Lalé, (s. d.). 2°, 26 pl. (Paris BNF).

## Œuvres manuscrites
- Principes d'écriture à l'usage des écoles du royaume. Manuscrit, fin du XVIIIe ou début du XIXe siècle ? Chicago NL : Wing MS fZW 739 .B 662.
- Le recueil d'Avignon[2] contient 4 exemples sur parchemin.